# Amélogénine
L’amélogénine est une protéine présente dans l'émail dentaire au cours de son développement et qui appartient à une famille de protéines de la matrice extracellulaire (MEC). L'émail en développement contient environ 30 % de protéines et 90 % d'entre elles sont cette amélogénine. D'autres protéines importantes de l'émail sont les améloblastines, les énamelines et les tuftélines.

## Rôle
Bien que n'étant pas complètement compris, le rôle de l'amélogénine semble être d'organiser les prismes d'émail pendant le développement dentaire. Les dernières recherches montrent que cette protéine régule l'initiation et la croissance des cristaux d'hydroxyapatite au cours de la minéralisation de l'émail. En outre, l'amélogénine semble contribuer au développement du cément en dirigeant les cellules qui fabriqueront le cément à la surface des racines des dents.

## Variantes
Le gène de l'amélogénine est un gène à copie unique, dont les homologues se trouvent sur Xp22.1-Xp22.3 et Yp 11.2.